# Дельта-потенціальна яма
Дельта-потенціальна яма (англ. Delta potential well) — тривіальна квантовомеханічна задача, що має аналітичний розв'язок. У ній використовується незалежне від часу рівняння Шредінгера для частинки в потенціальній ямі, що визначається дельта-функцією в одновимірному просторі.

## Обчислення
Запишемо стаціонарне рівняння Шредінгера для хвильової функції {\displaystyle \psi (x)}:
{\displaystyle H\psi (x)=\left[-{\frac {\hbar ^{2}}{2m}}{\frac {d^{2}}{dx^{2}}}+V(x)\right]\psi (x)=E\psi (x),}
де {\displaystyle H} є гамільтоніан даної задачі, {\displaystyle \hbar } — зведена стала Планка,
{\displaystyle m} — маса, {\displaystyle E} — енергія частинки, а
{\displaystyle V(x)={\frac {\lambda }{m}}\delta (x)}
є дельта-потенціал з амплітудною силою {\displaystyle \lambda <0}. Потенціальна яма знаходиться в початку координат. Зміна розташування не призведе до зміни результатів.

Потенціальна яма розділяє одновимірний простір на дві частини ({\displaystyle x<0,x>0}). В кожній із них потенційна енергія постійна і розв'язок рівняння Шредінгера може бути записаний у вигляді суперпозиції експонент: 
{\displaystyle \psi _{L}(x)=A_{r}e^{ikx}+A_{l}e^{-ikx}\quad x<0}, and
{\displaystyle \psi _{R}(x)=B_{r}e^{ikx}+B_{l}e^{-ikx}\quad x>0}
де хвильове число пов'язано з енергією через
{\displaystyle k={\sqrt {2mE}}/\hbar .}

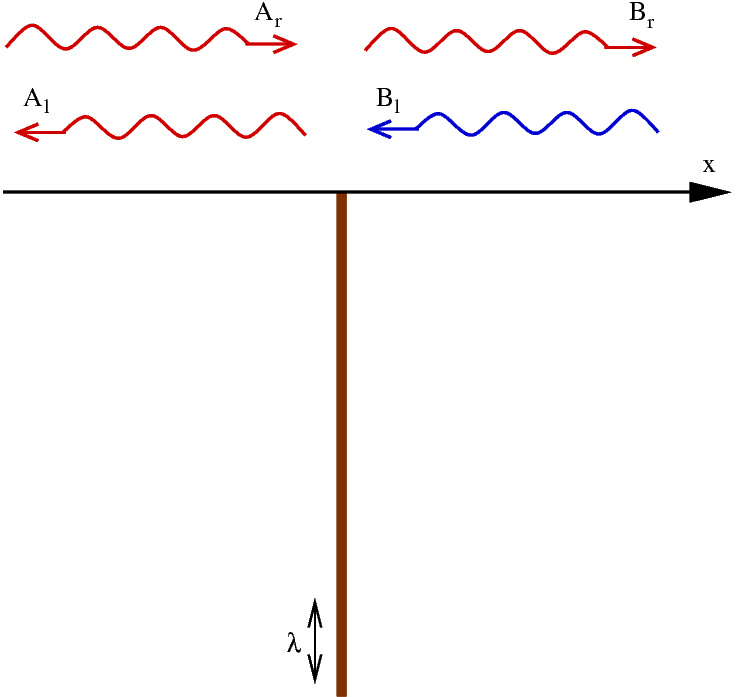

Індекси r і l при коефіцієнтах A та B вказують напрям вектора швидкості (для {\displaystyle E>0}). Хоча представлення у вигляді хвиль що розповсюджуються можливе лише для дійсних значень хвильового числа (тобто при E > 0), такі позначення збережено і у випадку E < 0.
Коефіцієнти A, B мають бути визначені із граничних умов для хвильової функції при {\displaystyle x=0}:
{\displaystyle \psi _{L}=\psi _{R}},
{\displaystyle {\frac {d}{dx}}\psi _{L}={\frac {d}{dx}}\psi _{R}-{\frac {2\lambda }{\hbar ^{2}}}\psi _{R}}.
Друге рівняння отримане із інтегрування рівняння Шредінгера відносно {\displaystyle x} поблизу точки x=0. Таким чином, граничні умови визначають обмеження на коефіцієнти
{\displaystyle A_{r}+A_{l}=B_{r}+B_{l}},
{\displaystyle ik(A_{r}-A_{l}-B_{r}+B_{l})=-{\frac {2\lambda }{\hbar ^{2}}}(B_{r}+B_{l}).}

## Передача та відбивання

### E>0{\displaystyle E>0}
У випадку позитивних енергій частка може рухатися у будь-якому із півпросторів: {\displaystyle x<0,x>0}. Вона може бути розсіяна на ямі у вигляді дельта-функції. Розрахунки подібні до задачі Дельта-потенціальний бар'єр (КМ) із тією різницею, що {\displaystyle \lambda } тут є негативна.
Квантовий випадок може вивчатися у такій ситуації: частка взаємодіє з бар'єром з лівого боку ({\displaystyle A_{r}}). Вона може бути розсіяною ({\displaystyle A_{l}}) чи проникнути через бар"єр ({\displaystyle B_{r}}).
Для знаходження амплітуд розсіювання (у випадку одномірного простору — тривіального відбивання) та проникнення (передачі) зліва, покладемо у приведених вище рівняннях {\displaystyle A_{r}=1} (налітаюча частка), {\displaystyle A_{l}=r} (відбиття), {\displaystyle B_{l}}=0 (немає налітаючих часток зправа) та {\displaystyle B_{r}=t} (передача), і розв'яжемо відносно {\displaystyle r,t}. Результат буде:
{\displaystyle t={\frac {1}{{\frac {i\lambda }{\hbar ^{2}k}}+1}}}
{\displaystyle r={\frac {1}{{\frac {i\hbar ^{2}k}{\lambda }}-1}}}
Враховуючи дзеркальну симетрію моделі, амплітуди подій зправа є такі ж самі, що і події зліва. В результаті маємо не нульову ймовірність
{\displaystyle R=|r|^{2}={\frac {1}{1+{\frac {\hbar ^{4}k^{2}}{\lambda ^{2}}}}}={\frac {1}{1+{\frac {2m\hbar ^{2}E}{\lambda ^{2}}}}}.}
для часток бути відбитими (відображеними) від бар'єру. Це є чисто квантовий ефект, що не спостерігається в класичній фізиці.
Враховуючи все це, знаходимо ймовірність передачі:

Ймовірності передачі (T) та проникнення (R) для дельта-подібної потенціальної ями. Енергія є. Пунктирні лінії — класичний результат, а суцільні -квантовомеханічний.

{\displaystyle T=|t|^{2}=1-R={\frac {1}{1+{\frac {\lambda ^{2}}{\hbar ^{4}k^{2}}}}}={\frac {1}{1+{\frac {\lambda ^{2}}{2m\hbar ^{2}E}}}}}.

## Зв'язані стани

### E<0{\displaystyle E<0}
У будь-якому одновимірному потенціалі притягання будуть зв'язані стани. Для знаходження їхньої енергії у випадку E<0, {\displaystyle k=i{\sqrt {2m|E|}}/\hbar } є комплексні і хвильові функції, осциллюючі в області позитивних енергій, тепер стають експоненційними, збільшуючись, чи зменшуючись зі зміною x (див. вище). Важливо лише щоб хвильові функції не розходилися при {\displaystyle x\to \pm \infty } знищуючи половину членів: {\displaystyle A_{r}=B_{l}=0}. Тому тут хвильові функції будуть
{\displaystyle \psi _{L}(x)=A_{l}e^{|k|x}\quad x<0}, та
{\displaystyle \psi _{R}(x)=B_{r}e^{-|k|x}\quad x>0}.
Із першої граничної умови випливає {\displaystyle A_{l}=B_{r}} а із другої можна отримати взаємозв'язок між k та силою ями {\displaystyle \lambda }
{\displaystyle k=i{\frac {\lambda }{\hbar ^{2}}}}.
Тому енергія зв'язаних станів може бути представлена у формі
{\displaystyle E={\frac {\hbar ^{2}k^{2}}{2m}}=-{\frac {\lambda ^{2}}{2\hbar ^{2}m}}}.

## Зауваження
Потенціал квантової ями у вигляді дельта-функції є різновидністю скінченної потенціальної ями і тому має нескінченну глибину, при нульовій ширині, тримаючи добуток ширини на глибину постійним і рівним {\displaystyle \lambda ^{2}/m^{2}}.

## Потенціал у вигляді дельта-функції
Дельта-подібний потенціал являє собою простий випадок ситуації, коли рівняння Шредінгера має аналітичні розв'язки.
Враховуючи одновимірність випадку:
{\displaystyle V(x)=-a\delta (x)\,}
маємо потенціальну яму, котра рівна нулю в усій області, за винятком точки {\displaystyle x=0}.

### Зв'язані розв'язки

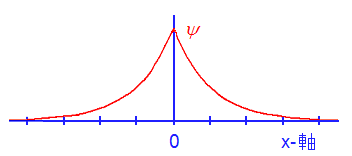
Графік хвильової функції для зв'язаних станів, котра скрізь неперервна. Проте її похідна має розрив у точці x=0.

Маючи дельта-подібний потенціал, рівняння Шредінгера дає такі значення для хвильових функцій зв'язаних станів:
{\displaystyle \psi ={\frac {\sqrt {am}}{\hbar }}e^{-ma|x|/\hbar ^{2}}}
Тому енергія може мати тільки одне значення, котре є:
{\displaystyle E={\frac {-ma^{2}}{2\hbar ^{2}}}}

### Загальна постановка проблеми
В загальному випадку розглянемо рівняння Шредінгера, в якому специфіка потенційної енергії (дельта-функція) визначає особливості хвильових функцій:
| {\displaystyle -{\frac {\hbar ^{2}}{2m}}{\frac {d^{2}\psi }{dx^{2}}}+V(x)\psi =E\psi } | де {\displaystyle \hbar ={\frac {h}{2\pi }}}                                    |
|                                                                                        | {\displaystyle m\,} — маса частки                                               |
|                                                                                        | {\displaystyle \psi \,} — хвильова функція (комплексна), котру необхідно знайти |
|                                                                                        | {\displaystyle V\left(x\right)\,} — потенційна енергія, та                      |
|                                                                                        | {\displaystyle E\,} — дійсні значення енергії.                                  |
В нашому випадку V має форму дельта-функції, і він розділяє простір на дві області. Очевидно, що розв'язок рівняння Шредінгера буде розрізнятися в обох областях:
{\displaystyle \psi (x)={\begin{cases}\psi _{1}(x)&{\mbox{for}}\ \ x<0,\\\psi _{2}(x)&{\mbox{for}}\ \ 0<x\end{cases}}}
Проте можна звичайно чекати для зв'язаних станів відповідь буде симметрична для обох областей.

### Лівий бік потенціалу
В області зліва дельта-функції потенціал має нульове значення, і тому рівняння Шредінгера приймає вигляд:
{\displaystyle -{\frac {\hbar ^{2}}{2m}}{\frac {d^{2}\psi _{1}}{dx^{2}}}=E\psi _{1}}
Перепишемо його в зручнішій формі,
{\displaystyle {\frac {d^{2}\psi _{1}}{dx^{2}}}+{\frac {2mE}{\hbar ^{2}}}\psi _{1}=0}
Тепер, для зв'язаних станів енергія E частки повинна бути менше нуля. Тому перепишемо останнє рівняння для ясності у формі:
{\displaystyle {\frac {d^{2}\psi _{1}}{dx^{2}}}-{\frac {2m|E|}{\hbar ^{2}}}\psi _{1}=0}
Розв'язок даного рівняння шукаємо у формі:
{\displaystyle \psi _{1}=Ae^{cx}+Be^{-cx}\,}
у цій ситуації параметр,
{\displaystyle c={\frac {\sqrt {2m|E|}}{\hbar }}}
Ми можемо знехтувати другим членом у {\displaystyle \psi _{1}} оскільки з лівого боку він прямує до нескінченності коли x прямує до {\displaystyle -\infty }.
Таким чином, маємо в області зліва:
{\displaystyle \psi _{1}=Ae^{cx}\,}

### Правий бік потенціалу
В області зправа від дельта-потенціалу рівняння Шредінгера має таку саму форму, як і в попередньому випадку,
{\displaystyle {\frac {d^{2}\psi _{2}}{dx^{2}}}-{\frac {2m|E|}{\hbar ^{2}}}\psi _{2}=0}
Єдина відмінність тут буде в тому, що ми тут повинні розглядати член, котрий зменшується — а іншим знехтувати, оскільки він також прямує до нескінченності коли x прямує до {\displaystyle \infty }.
Таким чином,
{\displaystyle \psi _{2}=Be^{-cx}\,}

### Енергія зв'язаних станів
Із сказаного вище випливає, що розв'язок необхідно шукати у вигляді:
{\displaystyle \psi (x)={\begin{cases}Ae^{cx}&{\mbox{for}}\ \ x<0,\\Be^{-cx}&{\mbox{for}}\ \ 0<x\end{cases}}}.
де
{\displaystyle c={\frac {\sqrt {2m|E|}}{\hbar }}}, and
A та B константи, які будуть знайдені пізніше.
Можна знайти набагато більше, якщо використати такі правила (припущення) для хвильових функцій:
- Хвильова функція, {\displaystyle \psi }, повинна бути неперервна скрізь та
- її похідні, {\displaystyle {\frac {d\psi }{dx}}}, повинні бути неперервними, за виключенням областей, де потенціал прямує до нескінченності.

Використовуєчи перше правило, знаходимо:
{\displaystyle \psi _{1}(x=0)=\psi _{2}(x=0)\,}
{\displaystyle Ae^{0}=Be^{-0}\,}
Тому,
{\displaystyle A=B\,}
Останній трюк необхідний для інтегрування рівняння Шредінгера в околицях x=0, що займає досить невелику область:
{\displaystyle -{\frac {\hbar ^{2}}{2m}}\int _{-\epsilon }^{\epsilon }{\frac {d^{2}\psi }{dx^{2}}}\,dx+\int _{-\epsilon }^{\epsilon }V(x)\psi \,dx=E\int _{-\epsilon }^{\epsilon }\psi \,dx}
де {\displaystyle \epsilon } є дійсно мале число.
Правобічний випадок:
{\displaystyle E\int _{-\epsilon }^{\epsilon }\psi \,dx\approx E\cdot 2\epsilon \cdot \psi (x=0)}
і це є точніше наближення, чим менше є {\displaystyle \epsilon }. У граничному випадку, коли {\displaystyle \epsilon \to 0} воно також прямує до нуля.
Лівобічний випадок:
{\displaystyle -{\frac {\hbar ^{2}}{2m}}\left({\frac {d\psi }{dx}}{\bigg |}_{\epsilon }-{\frac {d\psi }{dx}}{\bigg |}_{-\epsilon }\right)-a\int _{-\epsilon }^{\epsilon }\delta (x)\psi \,dx=0}
котрий після перегрупування можна подати увигляді:
{\displaystyle {\frac {d\psi }{dx}}{\bigg |}_{\epsilon }-{\frac {d\psi }{dx}}{\bigg |}_{-\epsilon }=-{\frac {2ma}{\hbar ^{2}}}\psi (0)}.
Нехай {\displaystyle \epsilon } наближається до нуля, і пам'ятаємо, що з лівого боку дельта-потенціал {\displaystyle \psi =\psi _{1}}, а з правого боку {\displaystyle \psi =\psi _{2}}:
{\displaystyle \psi _{2}'(0)-\psi _{1}'(0)=-{\frac {2ma}{\hbar ^{2}}}\psi (0)}
{\displaystyle -Ac-Ac=-{\frac {2ma}{\hbar ^{2}}}A}
Таким чином, ми маємо взаємозалежність між постійними c для хвильових функцій та «сили» дельта-подібного потенціалу:
{\displaystyle c={\frac {ma}{\hbar ^{2}}}}
Проте не можна забувати, що c пов"язана із енергією, тому враховуючи це,
{\displaystyle {\frac {ma}{\hbar ^{2}}}={\frac {\sqrt {2m|E|}}{\hbar }}}
Останнє рівняння дає нам значення єдиної дозволеної енергії, котра є:
| {\displaystyle E={\frac {-ma^{2}}{2\hbar ^{2}}}} |

### Нормалізація
Нарешті можна приступити до знаходження константи A перед хвильовою функцією. Для цього проведемо нормалізацію хвильової функції у вигляді:
{\displaystyle \int _{-\infty }^{\infty }\psi ^{*}\psi \,dx=2A^{2}\int _{0}^{\infty }e^{-2cx}\,dx={\frac {2A^{2}}{2c}}=1.}
звідки знаходимо:
{\displaystyle A={\sqrt {c}}={\frac {\sqrt {ma}}{\hbar }}}
Підставляючи це значення у хвильову функцію знаходимо:
{\displaystyle \psi (x)={\begin{cases}{\frac {\sqrt {ma}}{\hbar }}e^{\frac {max}{\hbar ^{2}}}&{\mbox{for}}\ \ x<0,\\{\frac {\sqrt {ma}}{\hbar }}e^{-{\frac {max}{\hbar ^{2}}}}&{\mbox{for}}\ \ 0<x\end{cases}}}.
Останній вираз можна переписати у компактнішому вигляді:
| {\displaystyle \psi (x)={\frac {\sqrt {ma}}{\hbar }}e^{-ma\|x\|/\hbar ^{2}}} |

## Дельта-потенціальний бар'єр
Дельта-потенціальний бар'єр є типовою задачею із підручників з квантової механіки. Вона полягає у розв'язанні часовонезалежного рівняння Шредінгера для частинки, що рухається в одновимірній потенціальній ямі дельта-функції.

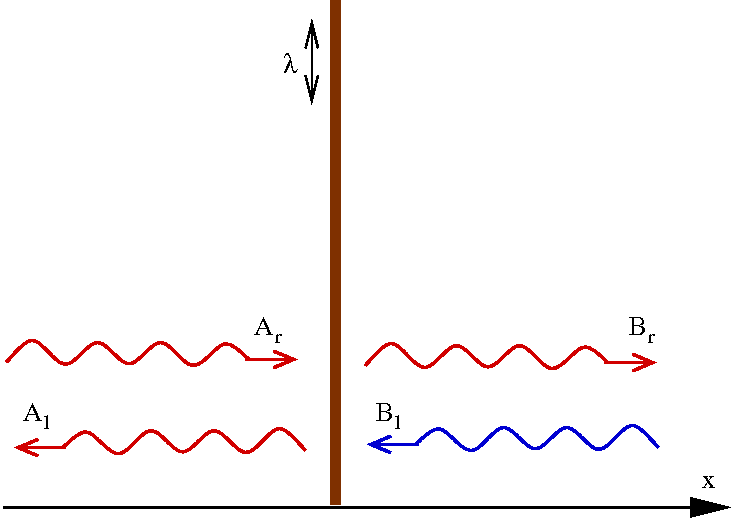
Розсіювання на бар"єрі у вигляді дельта функції сили. Амплітуди та напрям руху зправа та зліва також позначений. Червоним кольором позначено ті хвилі, що впливають на амплітуди проникнення та відображення.

### Обчислення
Часовонезалежне рівняння Шредінгера для хвильової функції {\displaystyle \psi (x)} буде мати вигляд:
{\displaystyle H\psi (x)=\left[-{\frac {\hbar ^{2}}{2m}}{\frac {d^{2}}{dx^{2}}}+V(x)\right]\psi (x)=E\psi (x),}
де {\displaystyle H} є гамільтоніан, {\displaystyle \hbar } — редукованя постійна Планка, {\displaystyle m} — маса, {\displaystyle E} енергія частки і
{\displaystyle V(x)={\frac {\lambda }{m}}\delta (x)}
є потенціальний бар'єр у вигляді дельта-функції із силою {\displaystyle \lambda >0}. Тут ми вибрали потенціал у точці початку координат, без зсуву її позиції, що також можливо.
Перший член у гамільтоніані {\displaystyle -{\frac {\hbar ^{2}}{2m}}{\frac {d^{2}}{dx^{2}}}\psi } є кінетична енергія.
Потенціальний бар'єр розділяє простір на дві частини ({\displaystyle x<0,x>0}). В обох цих областях частка є вільна, і розв'язок рівняння Шредінгера може бути записаний у вигляді квантової суперпозиції для правосторонньої та лівосторонньої хвиль.
{\displaystyle \psi _{L}(x)=A_{r}e^{ikx}+A_{l}e^{-ikx}\quad x<0}, and
{\displaystyle \psi _{R}(x)=B_{r}e^{ikx}+B_{l}e^{-ikx}\quad x>0}
де хвильовий вектор пов'язаний із енергією у вигляді:{\displaystyle k={\sqrt {2mE}}/\hbar .}
Індекс r/l при коефіцієнтах A та B відображає напрям хвильового вектора. Ці коефіцієнти можна визначити виходячи із граничних умов для хвильової функції при {\displaystyle x=0}:
{\displaystyle \psi _{L}=\psi _{R}\,},
{\displaystyle {\frac {d}{dx}}\psi _{L}={\frac {d}{dx}}\psi _{R}-{\frac {2\lambda }{\hbar ^{2}}}\psi _{R}}.
Друге рівняння отримано шляхом інтегрування рівняння Шредінгера по {\displaystyle x}. Таким чином, граничні умови накладають такі обмеження на коефіцієнти:
{\displaystyle A_{r}+A_{l}=B_{r}+B_{l}\,}
{\displaystyle ik(A_{r}-A_{l}-B_{r}+B_{l})=-{\frac {2\lambda }{\hbar ^{2}}}(B_{r}+B_{l}).}

### Проникнення та відображення
На цьому етапі доцільно порівняти ситуацію із класичним випадком. В обох випадках частка веде себе як вільна за межами потенціального бар'єру. Проте класична частка, яка має обмежену енергію в принципі не може подолати потенціальний бар"єр у вигляді дельта-функції, і буде тривіально відображатися від нього. Для вивчення квантового випадку розглянемо наступну ситуацію: частка рухається на бар"єр зліва ({\displaystyle A_{r}}). Вона може відбитися ({\displaystyle A_{l}}), чи проникнути ({\displaystyle B_{r}}).
Для знаходження амплітуд відбиття та проникнення для випадку зліва, ми покладемо у вище написаних рівняннях {\displaystyle A_{r}=1} (налітаюча частка), {\displaystyle A_{l}=r} (відбиття), {\displaystyle B_{l}}=0 (немає налітаючих часток зправа) та {\displaystyle B_{r}=t} (проникнення), і розв"яжемо відносно {\displaystyle r,t}. Результат буде:
{\displaystyle t={\frac {1}{{\frac {i\lambda }{\hbar ^{2}k}}+1}}}
{\displaystyle r={\frac {1}{{\frac {i\hbar ^{2}k}{\lambda }}-1}}.}
Враховуючи дзеркальну симетрію задачі, амплітуди для випадка налітання частки зправа є такі самі, як і вище розглянуті. Досить несподіваний результат із класичної точки зору, оскільки існує певна ймовірність проникання частки через токий потенційний бар'єр нескінченної висоти, що визначається коефіцієнтом проникнення:
{\displaystyle T=|t|^{2}={\frac {1}{1+{\frac {\lambda ^{2}}{\hbar ^{4}k^{2}}}}}={\frac {1}{1+{\frac {\lambda ^{2}}{2m\hbar ^{2}E}}}}}
для частки, що проникає через бар'єр. Цей ефект називають квантовим тунелюванням.
Для повноти, ймовірність відображення частки задається коефіцієнтом відбиття:
{\displaystyle R=|r|^{2}=1-T={\frac {1}{1+{\frac {\hbar ^{4}k^{2}}{\lambda ^{2}}}}}={\frac {1}{1+{\frac {2m\hbar ^{2}E}{\lambda ^{2}}}}}.}

### Зауваження та впровадження
Модель, подана вище, на перший погляд не має ніякого практичного використання. Проте вона є прийнятна для моделювання різноманітних природних систем. Наприклад, у випадку поверхні розділу між двома провідними матеріалами. Справа в тому, що поверхні металів досить часто окисляються і мають діелектричні властивості. Тому електрони із одного металу можуть тунелювати у інший, коли товщина поверхневого ізоляційного шару досить тонка.
Принцип роботи скануючого тунельного мікроскопу (STM) базується на даному підході. В цьому випадку ролю бар'єру виконує тонкий шар повітря між «голкою» мікроскопа та досліджємою поверхнею. Сила бар'єру буде тим більша, чим більша відстань між голкою та поверхнею.
Подана вище модель одновимірна, проте простір, що нас оточує є тривимірний. Тому необхідно в загальному випадку розглядати тривимірне рівняння Шредінгера. У цьому випадку хвильові функції можуть бути представлені у формі {\displaystyle \Psi (x,y,z)=\psi (x)\phi (y,z)}.